# Rabah Yousif
Rabah Yousif (né le 11 décembre 1986 à Bor) est un athlète sud-soudanais, ayant représenté le Soudan, devenu britannique en 2013, spécialiste du 400 mètres.

## Carrière
Son meilleur résultat avait d'abord été réalisé en séries lors des Championnats du monde à Berlin en 45 s 55. Il représente l'Afrique lors de la Coupe continentale d'athlétisme 2010.
Il détenait un record de 45 s 15, réalisé peu après les mondiaux de Berlin, à Damas le 7 octobre 2009 et quasiment égalé à Nairobi en 45 s 18 le 30 juillet 2010 (médaille d'argent aux Championnats d'Afrique). Peu après avoir porté son record à 45 s 13 à Lapinlahti le 24 juillet, il remporte la médaille d'or en 45 s 27 lors des Jeux africains à Maputo en 2011 en représentant le Soudan et non son nouvel État natal. Il prend un passeport britannique en mai 2013.
Il bat son record personnel, en 44 s 54 pour se qualifier pour la finale des Championnats du monde à Pékin, le 24 août 2015.

## Palmarès
| Date                        | Compétition                       | Lieu                   | Résultat               | Épreuve                | Temps                  |
| Représentant le Soudan      | Représentant le Soudan            | Représentant le Soudan | Représentant le Soudan | Représentant le Soudan | Représentant le Soudan |
| --------------------------- | --------------------------------- | ---------------------- | ---------------------- | ---------------------- | ---------------------- |
| 2008                        | Championnats d’Afrique            | Addis-Abeba            | 2e                     | 4 × 400 m              | 3 min 04 s 00          |
| 2009                        | Championnats panarabes            | Damas                  | 1er                    | 400 m                  | 45 s 15                |
| 2010                        | Championnats d’Afrique            | Nairobi                | 2e                     | 400 m                  | 45 s 18                |
| 2010                        | Coupe continentale                | Split                  | 5e                     | 400 m                  | 45 s 45                |
| 2010                        | Coupe continentale                | Split                  | 3e                     | 4 × 400 m              | 3 min 02 s 62          |
| 2011                        | Jeux africains                    | Maputo                 | 1er                    | 400 m                  | 45 s 27                |
| 2011                        | Jeux panarabes                    | Doha                   | 3e                     | 400 m                  | 45 s 87                |
| 2011                        | Jeux panarabes                    | Doha                   | 2e                     | 4 × 400 m              | 3 min 07 s 47          |
| 2011                        | Championnats panarabes            | Al-Aïn                 | 1er                    | 400 m                  | 45 s 96                |
| Représentant le Royaume-Uni |                                   |                        |                        |                        |                        |
| 2014                        | Championnats d'Europe             | Zurich                 | 1er                    | 4 × 400 m              | séries                 |
| 2015                        | Relais mondiaux de l'IAAF         | Nassau                 | 6e                     | 4 × 400 m              | 3 min 01 s 51          |
| 2015                        | Championnats d'Europe par équipes | Tcheboksary            | 2e                     | 4 x 400 m              | 3 min 00 s 54          |
| 2015                        | Championnats du monde             | Pékin                  | 6e                     | 400 m                  | 44 s 68                |
| 2017                        | Championnats d'Europe par équipes | Lille                  | 9e                     | 4 x 400 m              | 3 min 07 s 49          |
| 2017                        | Championnats du monde             | Londres                | 3e                     | 4 x 400 m              | 2 min 59 s 00          |
| 2018                        | Championnats d'Europe             | Berlin                 | 2e                     | 4 x 400 m              | 3 min 00 s 36          |
| 2019                        | Relais mondiaux de l'IAAF         | Yokohama               | 5e                     | 4 x 400 m              | 3 min 04 s 96          |
| 2019                        | Championnats du monde             | Doha                   | 4e                     | 4 x 400 mixte          | 3 min 12 s 27          |

## Records
| Épreuve | Épreuve   | Temps   | Lieu       | Date            |
| ------- | --------- | ------- | ---------- | --------------- |
| 60 m    | En salle  | 6 s 88  | Sheffield  | 11 février 2007 |
| 200 m   | Plein air | 21 s 06 | Lapinlahti | 8 juillet 2012  |
| 200 m   | En salle  | 21 s 70 | Sheffield  | 15 février 2015 |
| 400 m   | Plein air | 44 s 54 | Pékin      | 24 août 2015    |
| 400 m   | En salle  | 46 s 24 | Birmingham | 20 février 2010 |